# Parafia Opieki Najświętszej Maryi Panny w Przegalinach Dużych
Parafia Opieki Najświętszej Maryi Panny w Przegalinach Dużych – parafia rzymskokatolicka w Przegalinach Dużych
Parafia erygowana w 1919 roku. Obecny kościół został wybudowany w 1820 roku przez Adama Moczulskiego, kościół ten był w 1875 roku zamieniony na cerkiew a w 1918 roku został rekoncyliowany na kościół rzymskokatolicki.
Terytorium parafii obejmuje: Brzeziny Kolonię, Ossowę, Przegaliny Duże, Przegaliny Małe, Żeliznę.